# Alexander Lloyd, 2. Baron Lloyd
Alexander David Frederick Lloyd, 2. Baron Lloyd (* 30. September 1912; † 5. November 1985) war ein britischer Peer, Politiker und Bankier.

## Leben und Arbeit
Alexander Lloyd wurde 1912 als einziger Sohn von George Lloyd, 1. Baron Lloyd und dessen Gattin Blanche Isabella Lascelles geboren. Nach dem Tod seines Vaters, Kolonialminister in der Kriegsregierung Churchill, im Jahr 1941 erbte er dessen Titel und Rang als Baron Lloyd, sowie seinen Sitz im britischen Oberhaus. 
Nachdem Lloyd nach 1945 zunächst als Bankier ein nicht unerhebliches Vermögen verdient hatte, wurde er 1951 von Winston Churchill in dessen 2. Regierung berufen. In dieser amtierte er zunächst von 1952 bis 1954 als Unterstaatssekretär im Innenministerium und dann von 1954 bis 1955 als Unterstaatssekretär im Kolonialministerium. Dieses Amt behielt Lloyd auch in der Regierung von Anthony Eden, in der er von 1955 bis 1957 saß.

## Ehe und Nachkommen
1942 heiratete er Lady Victoria Jean Marjorie Mabell, eine Tochter von David Ogilvy, 12. Earl of Airlie. Aus der Ehe gingen ein Sohn und zwei Töchter hervor:
- Hon. Davinia Margaret Lloyd (* 1943);
- Hon. Charles George David Lloyd (1949–1974);
- Hon. Laura Blanche Bridget Lloyd (* 1960).

Da sein Sohn vor ihm starb und keine männlichen Nachkommen hinterließ, erlosch sein Adelstitel mit seinem Tod 1985.